# Toome
Toome är en ort i Storbritannien.   Den ligger i distriktet Antrim and Newtownabbey och riksdelen Nordirland, i den västra delen av landet, 500 km nordväst om huvudstaden London. Toome ligger 16 meter över havet och antalet invånare är 781. Den ligger vid sjön Lough Neagh.
Terrängen runt Toome är platt.Runt Toome är det ganska tätbefolkat, med 72 invånare per kvadratkilometer. Närmaste större samhälle är Ballymena, 17,1 km nordost om Toome. Trakten runt Toome består i huvudsak av gräsmarker.